# Nombre 185
El nombre 185 (CLXXXV) és el nombre natural que segueix el nombre 184 i precedeix el nombre 186.
La seva representació binària és 10111001, la representació octal 271 i l'hexadecimal B9.
La seva factorització en nombres primers és 5×37; altres factoritzacions són 1×185 = 5×37; és un nombre 2-gairebé primer: 5 × 37 = 185.